# Naturschutzgebiet Rarbach
Das Naturschutzgebiet Rarbach mit einer Größe von 3,9 ha liegt östlich von Kirchrarbach im Stadtgebiet von Schmallenberg. Das Gebiet wurde 2008 mit dem Landschaftsplan Schmallenberg Nordwest durch den Hochsauerlandkreis als Naturschutzgebiet (NSG) ausgewiesen.

## Gebietsbeschreibung
Beim NSG handelt es sich um einen etwa 600 m langen Abschnitt der Rarbachaue. Neben den hier etwa 1,50 breiten Bach befindet sich Grünland und Hecken im Schutzgebiet. Beim Grünland handelt es sich teilweise um Feuchtgrünland. 

## Pflanzenarten im NSG
Im NSG kommen seltene Tier- und Pflanzenarten vor. Auswahl vom Landesamt für Natur, Umwelt und Verbraucherschutz Nordrhein-Westfalen dokumentierter Pflanzenarten: Acker-Minze, Bachbunge, Behaarte Segge, Bitteres Schaumkraut, Brennender Hahnenfuß, Echtes Mädesüß, Flatter-Binse, Flutender Schwaden, Frauenfarn, Gänseblümchen, Gegenblättriges Milzkraut, Gewöhnliche Pestwurz, Gemeines Brunnenmoos, Hain-Gilbweiderich, Kuckucks-Lichtnelke, Moor-Labkraut, Quell-Sternmiere, Schlangen-Knöterich, Schild-Wasserhahnenfuß, Spitzblütige Binse, Sumpfdotterblume, Sumpf-Schachtelhalm und Wald-Engelwurz.

## Schutzzweck
Das NSG soll diesen Abschnitt der Rarbachaue mit ihrem Arteninventar schützen.
Wie bei allen Naturschutzgebieten in Deutschland wurde in der Schutzausweisung darauf hingewiesen, dass das Gebiet „wegen der Seltenheit, besonderen Eigenart und Schönheit des Gebietes“ zum Naturschutzgebiet wurde.